# Rhodonit
Rhodonit là một loại khoáng vật silicat mangan, có công thức hóa học (Mn, Fe, Mg, Ca)SiO3 và thuộc nhóm khoáng vật pyroxenoit, kết tinh theo hệ ba nghiêng. Nó thường tồn tại ở dạng lá đến khối chặt, có màu đỏ hồng (tên gọi từ tiếng Hy Lạp ῥόδος rhodos, hồng), thường có xu hướng chuyển sang nâu do bị oxy hóa bề mặt.